# BRIT Awards 1991
Die BRIT Awards 1991 wurden am 10. Februar 1991 im Londoner Dominion Theatre verliehen. Die Moderation übernahm Simon Bates.
Die meisten Nominierungen erhielt George Michael mit vier. Kein Künstler bekam mehr als einen Award.

## Liveauftritte
- Adamski with Seal – Killer
- The Beautiful South – A Little Time
- Betty Boo – Where Are You Baby?
- The Cure – Never Enough
- EMF – Unbelievable
- Status Quo – Medley of Hits (Caroline/ Down Down/ Whatever You Want/ Rockin' All Over the World)

## Gewinner und Nominierte
| British Album of the Year (präsentiert von Robin Gibb) | British Producer of the Year (präsentiert von Kim Appleby) |
| --- | --- |
| - George Michael – Listen Without Prejudice Vol. 1 - Elton John – Sleeping with the Past - Lisa Stansfield – Affection - Prefab Sprout – Jordan: The Comeback - The Beautiful South – Choke - Van Morrison – Enlightenment | - Chris Thomas - George Michael - Nellee Hooper - Paul Oakenfold and Steve Osborne - Youth |
| British Single of the Year (präsentiert von Simon Mayo) | British Video of the Year (präsentiert von Phillip Schofield and Simon Le Bon) |
| - Depeche Mode – Enjoy the Silence | - The Beautiful South – A Little Time - Adamski featuring Seal – Killer - The Beloved – Hello - Betty Boo – Where Are You Baby? - Billy Idol – Cradle of Love - Depeche Mode – Enjoy the Silence - George Michael – Freedom! '90 - Go West – King of Wishful Thinking - Seal – Crazy - The Cure – Close to Me |
| British Male Solo Artist (präsentiert von Kim Appleby) | British Female Solo Artist (präsentiert von Annie Lennox) |
| - Elton John - George Michael - Jimmy Somerville - Phil Collins - Robert Smith - Van Morrison | - Lisa Stansfield - Betty Boo - Caron Wheeler - Dusty Springfield - Elizabeth Fraser |
| British Group (präsentiert von Roger Daltrey) | British Breakthrough Act (präsentiert von Jimmy Somerville) |
| - The Cure - Happy Mondays - Soul II Soul - Talk Talk - The Beautiful South - The Stone Roses | - Betty Boo - Beats International - Happy Mondays - The Charlatans - The La’s |
| International Male Solo Artist (präsentiert von Rick Astley) | International Female Solo Artist (präsentiert von Paul Jones) |
| - Michael Hutchence - Jon Bon Jovi - MC Hammer - Paul Simon - Prince | - Sinéad O’Connor - Janet Jackson - Madonna - Mariah Carey - Neneh Cherry - Tina Turner - Whitney Houston |
| International Group (präsentiert von Shakin’ Stevens) | International Breakthrough Act (präsentiert von Chris Rea) |
| - INXS - B-52s - De La Soul - Faith No More - Roxette | - MC Hammer - Deee-Lite - Maria McKee - Mariah Carey - Wilson Phillips |
| Classical Recording (präsentiert von Chris Isaak) | Soundtrack/Cast Recording (präsentiert von Rick Astley) |
| - Zubin Mehta - John Eliot Gardiner - Kent Nagano - Matthew Best - Oliver Knussen | - Twin Peaks (Twin Peaks) - Tage des Donners (Days of Thunder) - Ghost – Nachricht von Sam (Ghost) - Pretty Woman (Pretty Woman) - Wild at Heart – Die Geschichte von Sailor und Lula (Wild at Heart) |

### Outstanding Contribution to Music
- Status Quo